# La det swinge
«La det swinge» —traducible al español como «Déjalo hacer swing» o «Déjalo bailar swing»— es una canción compuesta por Rolf Løvland e interpretada en noruego por el dúo femenino Bobbysocks. Esta canción ganó el Festival de la Canción de Eurovisión 1985 representando a Noruega.
La canción es un tributo a la época en la que se solía bailar escuchando rock 'n' roll en la radio. En consonancia con dicho tema, la propia canción tiene un estilo voluntariamente pasado de moda, con una melodía de saxofón que marca el estribillo. Los arreglos de la melodía están hechos en estilo retro, combinando elementos de la música contemporánea de los años 1980 con aquellos de los años 1950.

## Festival de Eurovisión

### Melodi Grand Prix 1985
El certamen noruego fue celebrado el 30 de marzo de 1985, donde la canción fue interpretada 7.ª por el dúo Bobbysocks, resultando ganadora con 80 puntos.

### Festival de la Canción de Eurovisión 1985
Esta canción fue la representación noruega en el Festival de Eurovisión 1985. La orquesta fue dirigida por Terje Fjærn.
La canción fue interpretada 18.ª (última) en la noche del 3 de abril de 1971, seguida de Reino Unido con Vikki Watson interpretando «Love Is …» y precedida por Finlandia con Markku Aro & Koivistolaiset interpretando «Tie uuteen päivään».

## Listas
| Lista (1985) | Mejor posición |
| ------------ | -------------- |
| Noruega      | 1              |
| Bélgica      | 1              |
| Suecia       | 4              |
| Irlanda      | 8              |
| Países Bajos | 13             |
| Austria      | 14             |
| Suiza        | 30             |
| Reino Unido  | 44             |
| Alemania     | 47             |